# Nationalisme ordinaire

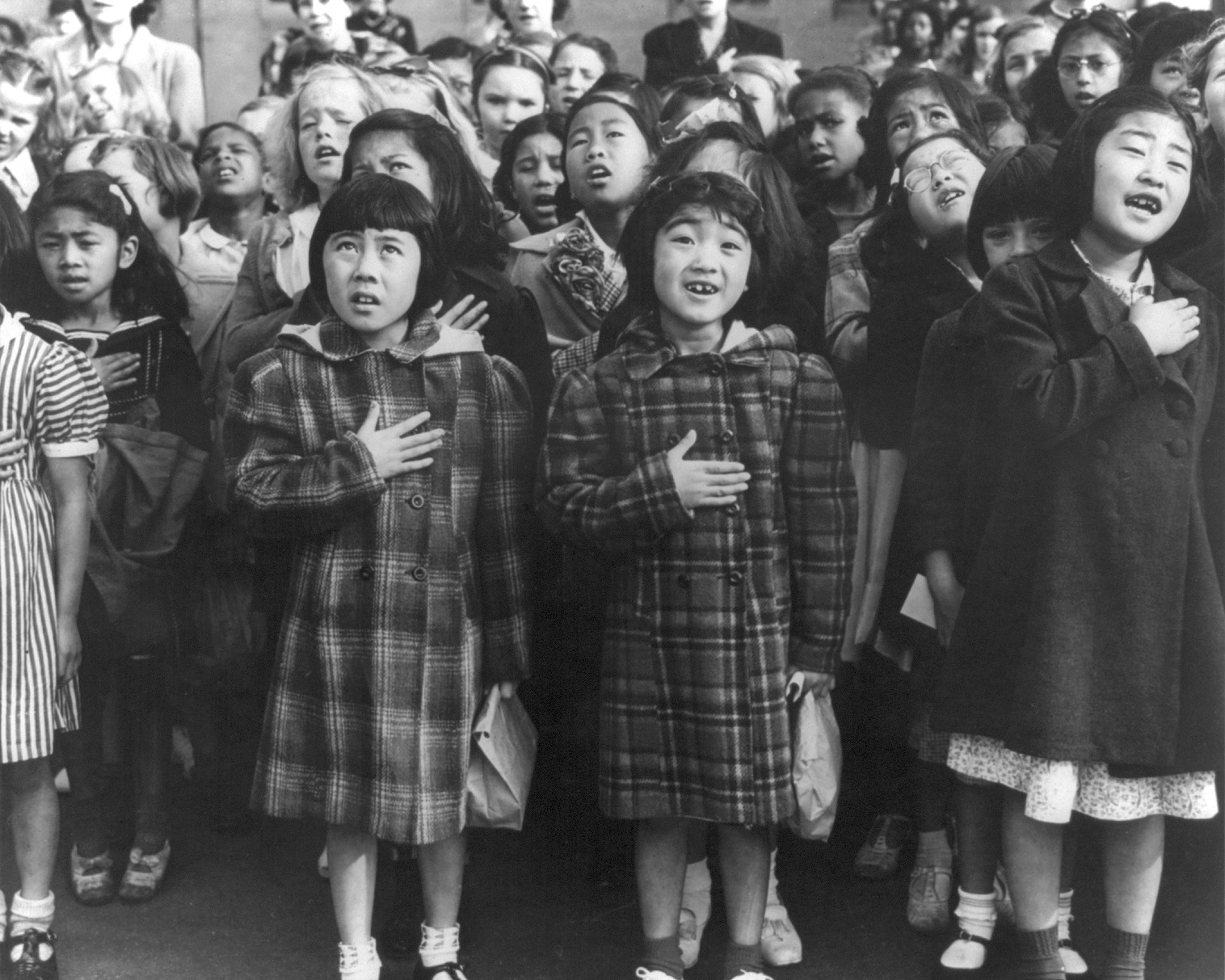
Le Serment d'allégeance au drapeau aux États-Unis est l'une des formes les plus manifestes de nationalisme ordinaire. La plupart sont moins évidentes.

Le nationalisme ordinaire, ou nationalisme banal, est un concept de sciences sociales faisant référence aux représentations ordinaires de la nation, construisant un sentiment partagé d'appartenance à une identité nationale au sein d'une population donnée.

## Définition
L'expression « nationalisme banal » est une traduction du terme « banal nationalism », provenant du livre du même nom d'un universitaire anglais, Michael Billig, publié en 1995. Le livre de Billig a été décrit comme « le quatrième ouvrage le plus cité sur le nationalisme jamais publié ». Billig a conçu le concept de « nationalisme banal » pour mettre en évidence les façons habituelles et souvent inaperçues par lesquelles les États-nations établis se perpétuent au jour le jour. Le concept a été très influent, en particulier dans la discipline de la géographie politique, suscitant un intérêt académique continu depuis la publication du livre en 1995. Aujourd'hui, le terme est principalement utilisé au sein des débats académiques à propos de la formation de l'identité, la géopolitique et la nature du nationalisme dans la culture politique contemporaine.
Les exemples de nationalisme ordinaire comprennent l'utilisation de drapeaux dans la vie courante, les événements sportifs, les chansons nationales, les symboles nationaux inscrits sur la monnaie, certaines expressions populaires et tournures de phrases, les clubs patriotiques, les références implicite à l'unité nationale dans la presse, par exemple, l'usage de termes tels que « le » premier ministre, « la » météo, « notre » équipe sportive, et les distinctions entre nouvelles « nationales » et « internationales ». Plusieurs de ces symboles sont particulièrement efficaces en raison de leur répétition constante et de leur nature presque subliminale. Le nationalisme ordinaire est souvent créé par des institutions publiques telles que les écoles.
Le premier objectif de Michael Billig en inventant ce terme était de distinguer clairement le nationalisme quotidien et omniprésent de certaines variantes extrémistes. Il a fait valoir que la focalisation universitaire et journalistique sur les nationalistes extrêmes, les mouvements indépendantistes et les mouvements xénophobes dans les années 1980 et 1990 avait fait perdre de vue la force du nationalisme contemporain, en laissant entendre que le nationalisme était une idéologie marginale plutôt qu'un concept dominant dans la culture politique contemporaine,. Billig a remarqué la présomption presque complètement inexprimée de la très haute importance à accorder à la nation dans le discours politique de l'époque, par exemple dans les appels à protéger le Koweït pendant la guerre du Golfe de 1991 ou la guerre des Malouines en 1982. Il soutient que la nature « cachée » du nationalisme moderne en fait une idéologie très puissante, en partie parce qu'elle demeure largement non examinée et incontestée, tout en formant la base de mouvements politiques puissants et de la plupart des violences politiques dans le monde aujourd'hui.

## Note
- (en) Cet article est partiellement ou en totalité issu de l’article de Wikipédia en anglais intitulé « Banal nationalism » (voir la liste des auteurs).